# Ricard Pujol Amat
Ricard Pujol Amat (nascut el 4 de març de 1998) és un futbolista català que juga com a lateral esquerre al CE Sabadell.

## Carrera de club
Pujol va néixer a Castellví de Rosanes, Catalunya, i va acabar la seva formació a la UE Cornellà. Va debutar amb el primer equip amb només 17 anys el 13 de desembre de 2015, començant com a titular en una derrota a Segona Divisió B per 1-2 contra el Vila-real CF B.
El 7 de juliol de 2017, Pujol va ascendir definitivament a la plantilla principal del Cornellà, però només es va convertir en titular habitual a la campanya 2018-19. El 21 de juny de 2019 va passar al RCD Espanyol amb un contracte de dos anys, i va ser destinat al filial de tercera divisió.
Pujol va debutar amb el primer equip amb els Pericos el 19 de desembre de 2019, entrant com a substitut tardà de Facundo Ferreyra en una victòria per 2-0 contra el Lleida Esportiu, a la Copa del Rei de la temporada. El 23 d'octubre de l'any següent, va renovar el seu contracte per un any més.
El 9 de juliol de 2021, Pujol va signar un contracte de dos anys amb la SD Ponferradina de Segona Divisió. Va fer el seu debut professional el 22 d'agost, substituint Dani Ojeda al final de la victòria a casa per 1-0 davant la SD Eibar.
El 9 de gener de 2023, després de jugar escadusserament durant la primera meitat de la campanya, Pujol va abandonar la Ponfe.